# 五虎屠龍
《五虎屠龙》（英語：Brothers Five）是1970年上映的一部香港電影，由罗维执导，倪匡编剧，鄭佩佩、金漢、張翼、高遠、岳華、羅烈、田豐、谷峰、洪金寶等領銜主演。该电影主演讲述无五兄弟在女侠的指导下完成复仇的故事。

## 劇情簡介
高家五兄弟的父亲是一个江湖豪侠，但是却因为一些原因而被杀，他的五个儿子也在这之后流离失散，其后这位江湖豪侠的朋友的女儿为了完成其父亲的心愿，为了给高报仇，于是她找到了高家五兄弟，并让他们通过练习了一种功夫来打败了杀死他们父亲的仇人。

## 演员
- 洪金宝：飾朱大哥
- 岳华：飾四哥高威
- 罗烈：飾五弟高俠
- 郑佩佩：女俠燕來
- 黄公武
- 金天柱
- 曾楚霖
- 田俊
- 高远：飾三哥高勇
- 郝履仁
- 田丰：飾龍振風
- 金汉：飾大哥高豪
- 谷峰：飾萬不復
- 李允中
- 王侠
- 张翼：飾二哥高智

## 備註
1. ↑  陈墨. . 中国电影出版社. 1996.
2. ↑  张骏祥, 程季华. . 上海辞书出版社. 1995.
3. ↑  . 江苏人民出版社. 2008.

## 相關連結
- 互联网电影数据库（IMDb）上《五虎屠龍》的资料（英文）
- 豆瓣电影上《五虎屠龍》的資料 （简体中文）
- 香港影庫上《五虎屠龍》的資料（繁體中文）
- 爛番茄上《五虎屠龍》的資料（英文）
- 时光网上《五虎屠龍》的資料（简体中文）